# Patrizia Reggiani
Patrizia Reggiani Martinelli (n. Vignola, Itália, 2 de dezembro de 1948) é uma socialite italiana, conhecida por ter sido a ex-esposa e mandante do assassinato de Maurizio Gucci, um empresário e ex-diretor da grife de moda Gucci durante os anos 1980 e 1990.

## Biografia
Patrizia nasceu na comunidade italiana de Vignola, em 2 de dezembro de 1948. Nunca conheceu seu pai biológico, sendo apenas criada pela sua mãe Silvana Barbieri, que trabalhava como lavadeira. Quando tinha doze anos, sua mãe se casou com Ferdinando Reggiani, que se tornou sua figura paterna.
Em 1973, se casou com o empresário Maurizio Gucci, filho de Rodolfo Gucci e herdeiro da grife de moda Gucci, fundada no início dos anos 1920 pelo artesão Guccio Gucci. De início, a família de Maurizio foi contra a união do casal, incluindo seu pai Rodolfo, que a rotulava como uma mulher "interesseira". Maurizio assumiu a presidência da Gucci após a morte de seu pai e, assim, distanciou-se da família. No mesmo período, o casal teve duas filhas, batizadas de Alessandra e Allegra. Em meados da década de 1980, Maurizio e Patrizia passaram a enfrentar uma crise no casamento, e então ele saiu de casa para uma viagem de negócios e não voltou mais. Em 1991, Maurizio e Patrizia oficializaram o divórcio, e como parte de um acordo, ela recebeu o equivalente a 500.000 euros de pensão alimentícia anual. No mesmo período, Maurizio assumiu um romance com a decoradora Paola Franchi, alguns anos mais jovem que Patrizia. Em 1992, Patrizia foi diagnosticada com um tumor cerebral, que foi removido sem consequências negativas. Após descobrir que Maurizio estava em um novo relacionamento, ela teria ficado furiosa. Em 27 de março de 1995, a mando de sua ex mulher, Maurizio foi morto na escadaria de seu escritório quando ele chegava para trabalhar. 

## Julgamento e prisão
Em 31 de janeiro de 1997, Patrizia foi presa por suspeitas de planejar o assassinato de Maurizio. Ela foi levada junto com Pina Auriemma, sua conselheira que também estava envolvida no plano. Em 1998, foi condenada por organizar o assassinato de seu ex-marido, e sentenciada a vinte e nove anos de prisão. O julgamento atraiu intenso interesse da mídia e Patrizia ficou conhecida como a "viúva negra". Suas filhas pediram que sua convicção fosse anulada, alegando que seu tumor no cérebro afetou sua personalidade. Em 2000, um tribunal em Milão manteve a condenação, mas reduziu a pena para vinte e seis anos. Nesse mesmo ano, Patrizia tentou suicídio enforcando-se com um cadarço, mas foi resgatada.
Em outubro de 2011, foi oferecida a ela a possibilidade de prisão aberta, mas recusou-se alegando que não nasceu para trabalhar. Ela foi libertada em outubro de 2016 após cumprir dezoito anos de sentença.